# Retrato de una mujer en llamas
Retrato de una mujer en llamas (en francés: Portrait de la jeune fille en feu) es una película dramática histórica francesa de 2019 escrita y dirigida por Céline Sciamma, protagonizada por Noémie Merlant y Adèle Haenel. Ambientada en Francia a finales del siglo XVIII, la película cuenta la historia de un romance prohibido entre una aristócrata y una pintora encargada de pintar su retrato.
Fue seleccionada para competir por la Palma de Oro en el Festival de Cine de Cannes 2019. La película ganó la Palma Queer en Cannes, convirtiéndose en la primera película dirigida por una mujer en ganar el premio. Sciamma también ganó el premio al Mejor Guion en Cannes. La película fue estrenada en cines en Francia el 18 de septiembre de 2019.
Fue nominado para los Premios Independent Spirit Awards, Critics 'Choice Awards y Golden Globe Awards a la Mejor Película en Lengua Extranjera y fue elegido por la National Board of Review como las Cinco Mejores Películas en Lengua Extranjera de 2019.

## Sinopsis
Marianne es una pintora que recibe un encargo muy especial: retratar a Héloïse que acaba de salir del convento y va a casarse. Este retrato de bodas tiene que realizarse sin que ella lo sepa, por lo que Marianne la investigará a diario. Durante la convivencia ambas descubrirán el amor.

## Reparto
- Noémie Merlant como Marianne
- Adèle Haenel como Héloïse
- Luàna Bajrami como Sophie
- Valeria Golino como La Condesa

## Producción
La fotografía principal comenzó en octubre de 2018 y se completó después de 38 días. La filmación tuvo lugar en Saint-Pierre-Quiberon en Bretaña y en un castillo en La Chapelle-Gauthier, Seine-et-Marne .
Las pinturas y bocetos de la película fueron realizados por la artista Hélène Delmaire. Pintó 16 horas todos los días durante el rodaje, basando su pintura en el bloqueo de las escenas. Sus manos también aparecieron en la película.

## Premios
64.ª edición de los Premios Sant Jordi
| Categoría                 | Resultado |
| ------------------------- | --------- |
| Mejor película extranjera | Ganadora  |